# Platyoecus
Platyoecus es un género de foraminífero bentónico de estatus incierto, aunque considerado un sinónimo posterior de Discorbis de la familia Discorbidae, de la superfamilia Discorboidea, del suborden Rotaliina y del orden Rotaliida. Su especie tipo era Platyoecus squama. Su rango cronoestratigráfico abarcaba el Holoceno.

## Clasificación
Platyoecus incluye a la siguiente especie:
- Platyoecus squama